# Madaba

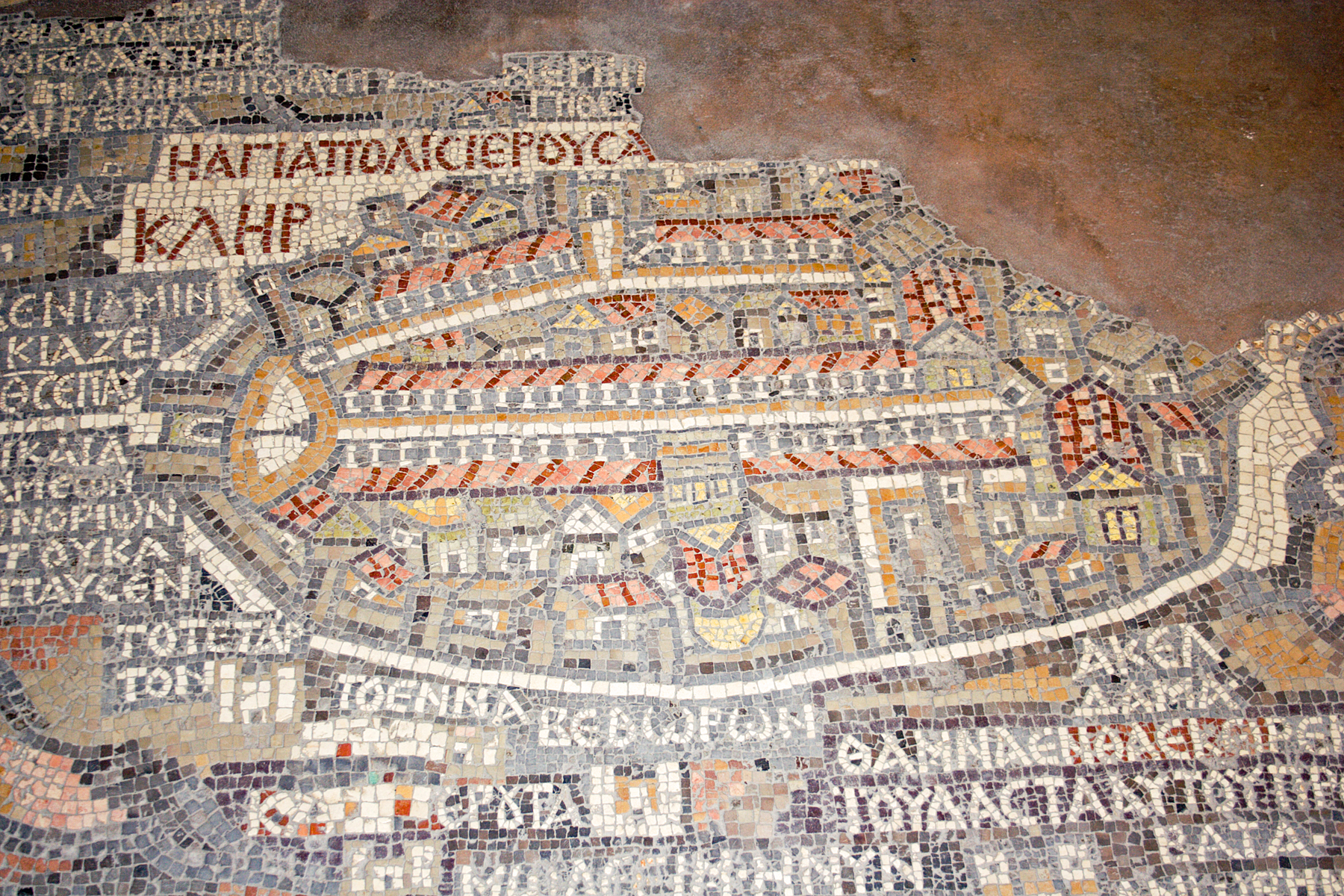
Mosaic-Mapa de Jerusalem.

Madaba (àrab: مادبا, Mādabā) és la capital de la governació o muhàfadha de Madaba, a Jordània. Té una població de prop de 60.000 habitants. Per població, Madaba és la cinquena població de Jordània. Es troba 35 quilòmetres al sud-oest d'Amman.
És molt coneguda pels seus mosaics de les èpoques romana d'Orient i Omeia i per això porta el sobrenom de Ciutat dels mosaics. D'especial importància és el mapa de Madaba, mosaic-mapa de l'era  romana d'Orient amb la representació  cartogràfica més antiga que es conserva de Jerusalem, Terra Santa i el Delta del Nil. Data del segle vi i és a l'església ortodoxa grega de Sant Jordi.

## Religió a Madaba
La majoria de la població de Madaba professa la religió islàmica, encara que molts habitants són cristians (entre un 35-40% de la població de la ciutat), existint nombroses esglésies.